# Centrum III

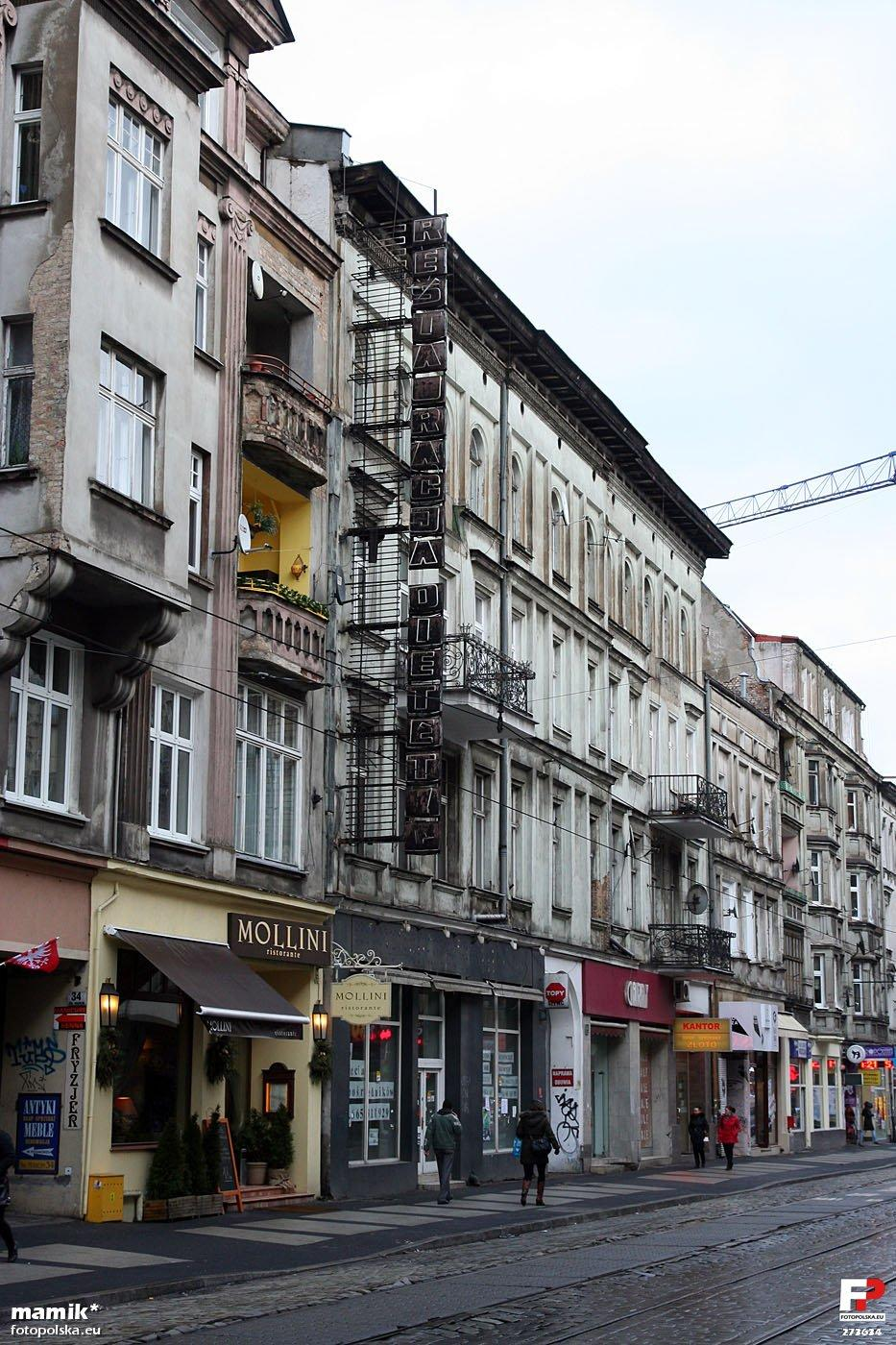
Przewidziany do wyburzenia kwartał Świętego Marcina

Centrum III – niezrealizowana, modernistyczna koncepcja przebudowy wschodniej części centrum Poznania, która całkowicie zmienić miała układ urbanistyczny tej części miasta.
Projekt powstał w ramach pięcioletniego planu gospodarczego władz PRL na lata 1971-1975. Wspólna inwestycja przewidziana była dla trzech ministerstw: Łączności (śródmiejska i międzymiastowa centrala telefoniczna), Przemysłu Ciężkiego (biurowiec taboru kolejowego HCP) i Przemysłu Lekkiego (biurowiec przemysłu meblarskiego). Podstawą realizacji poszczególnych obiektów był plan szczegółowego zagospodarowania śródmieścia autorstwa Tadeusza Gałeckiego z zespołem.
Konkurs SARP na rozwiązanie tej koncepcji ogłoszono w 1969. Zaproszono doń pięć zespołów projektowych z Miastoprojektu i jeden z Biura Studiów i Projektów Łączności. Planowane biurowce należało wkomponować w istniejące już założenia wysokościowców Alfy (autor: Jerzy Liśniewicz) i Piekar (autor: Zygmunt Lutomski). Ostatecznie wszystkie zespoły Miastoprojektu wycofały się z konkursu. Walkowerem zwyciężył projekt BSiPŁ. Autorami byli: Regina Pawuła i Zdzisław Piwowarczyk. Wspierał ich, jako propagator pomysłu, prof. Jerzy Hryniewiecki. Jądrem nowego centrum miało być skrzyżowanie ulic Armii Czerwonej (Święty Marcin) i Alei Marcinkowskiego, które miały się przekształcić w Trasę Piekary. Skrzyżowanie tych dwóch arterii szybkiego ruchu miało przyjąć postać wielopoziomowego węzła drogowo-tramwajowego. Wyburzeniu ulec miał cały kwartał kamienic pomiędzy Świętym Marcinem, Alejami Marcinkowskiego, placem Wolności i ulicą Ratajczaka. W miejscu starej architektury planowano postawić trzy ponad 100-metrowe wieżowce o konstrukcji stalowej, zwane (ze względu na kształt) żaglowcami. Na czterech kondygnacjach nadziemnych pomieszczono w nich parking na 600 samochodów, a na trzech innych (w tym jednej podziemnej) program handlowo-usługowy dla mieszkańców miasta. Projekt skierowano do realizacji, ale z uwagi na przesunięcia środków w pięciolatce 1971-1975, nigdy go ostatecznie nie zmaterializowano. Koncepcja miałaby nieodwracalny wpływ na strukturę urbanistyczną centrum Poznania.